# 桑野町
桑野町（くわのちょう）は、かつて徳島県那賀郡にあった町。

## 地理
桑野川中流山間部の沖積平地に位置する。地名は桑を植えた野の意と云われている。
現在の阿南市桑野町・内原町・山口町・阿瀬比町。
- 河川：桑野川

## 沿革
- 1889年（明治22年）10月01日 - 町村制施行に伴い那賀郡桑野村、内原村、山口村、阿瀬比村が合併し、桑野村が発足。
- 1940年（昭和15年）02月11日 - 桑野村が町制施行し桑野町となる。
- 1950年（昭和25年）3月26日 - 昭和天皇のお召し列車が桑野駅に5分間停車。駅前奉迎が行われた（昭和天皇の戦後巡幸）[1]。
- 1955年（昭和30年）04月15日 - 富岡町に編入し消滅。